# Heinrich Christian Meyer

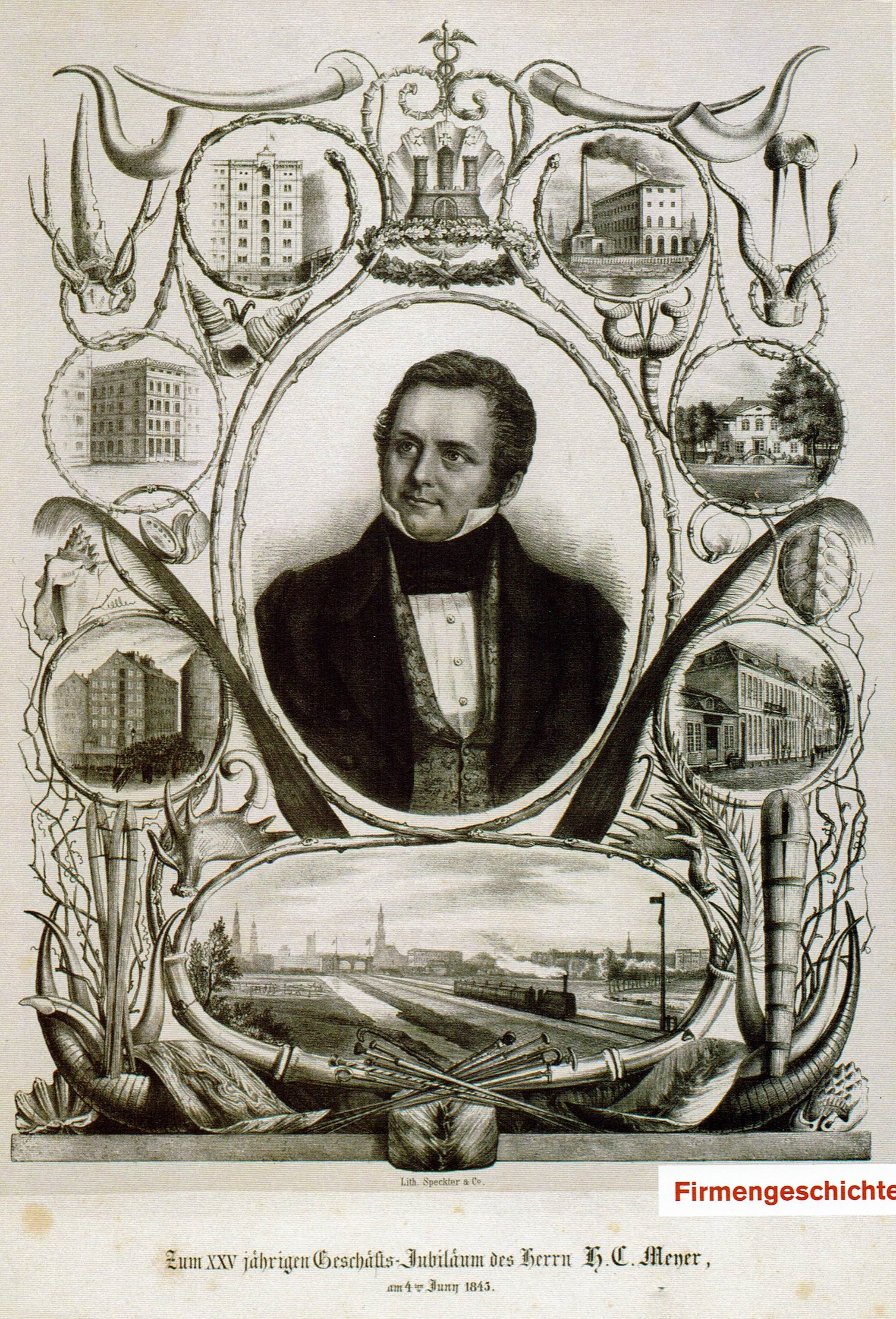
Das Ehrenblatt zur 25-Jahr-Feier der Fa. H. C. Meyer jr. 1843 – Der „erste Industrielle“ Hamburgs mit seinen Geschäftsbauten und Firmen

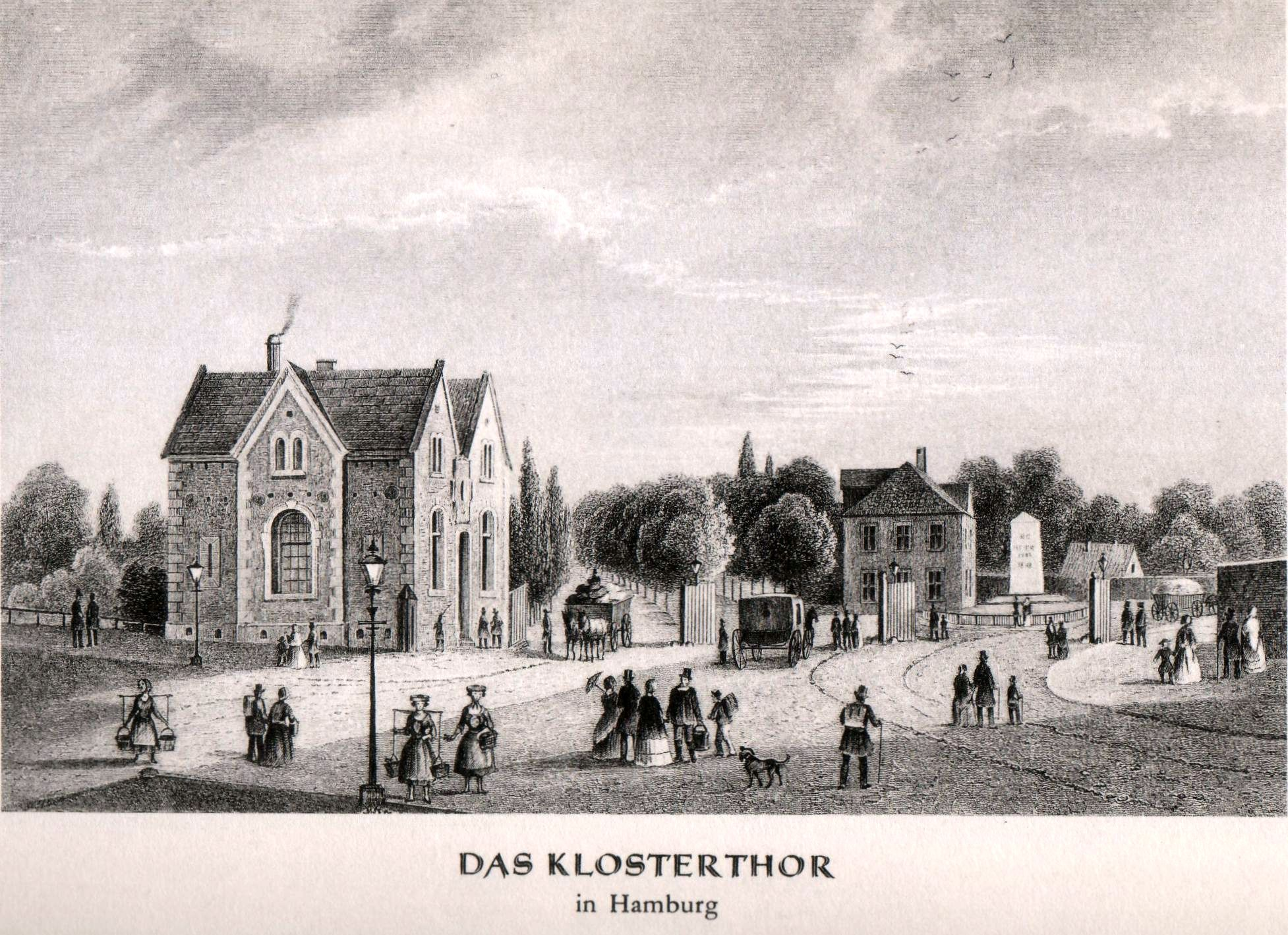
„Stockmeyer“-Denkmal um 1855 vor dem Klostertor (im Hintergrund rechts)

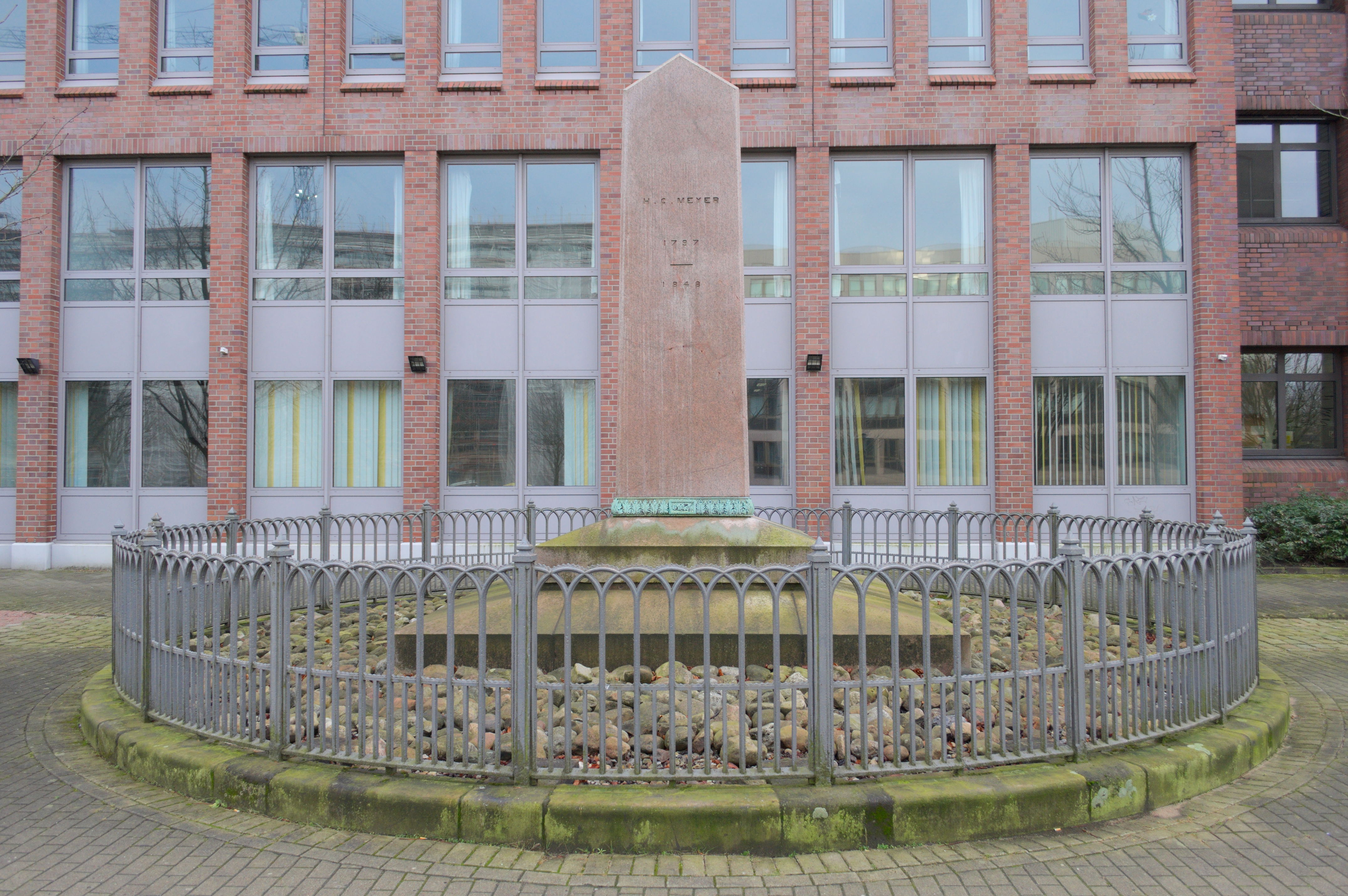
„Stockmeyer“-Denkmal am heutigen Standort im Stadtteil Hammerbrook

Heinrich Christian Meyer (* 4. Juni 1797 in Nesse im Kreis Lehe; † 26. Juli 1848 in Hamburg), genannt Stockmeyer, war der Sohn eines Handwerkers und gilt als Hamburgs erster Großindustrieller.

## Leben
Als Sohn eines zugewanderten Tischlers, der in Hamburg eine Werkstatt für Spazierstöcke betrieb, bot Meyer bereits als achtjähriges Kind Spazierstöcke auf der Straße an. Daher wurde er von den amüsierten Passanten „Stockmeyer“ genannt.
Nach der Gründung seiner eigenen Werkstatt im Jahr 1816 gelang es ihm, innerhalb von nur zwei Jahrzehnten aus einem kleinen Betrieb eine für damalige Verhältnisse große und moderne Fabrik aufzubauen: die Firma H. C. Meyer jr. In dieser wurde zum ersten Mal in der Geschichte der Stadt eine Dampfmaschine industriell eingesetzt. Für seine Arbeiter richtete er 1828 eine Fabrikkrankenkasse ein.
Meyer war nicht nur ein erfolgreicher Unternehmer, sondern bemühte sich auch, die wirtschaftliche Struktur Hamburgs nachhaltig zu verbessern. Gemeinsam mit anderen Kaufleuten setzte er sich für die Erschließung des  Grasbrooks und des Hammerbrooks ein– zwei große brachliegende Gebiete außerhalb der damaligen Stadtbefestigung. Meyer war Gründungsdirektor der Hamburg-Bergedorfer Eisenbahngesellschaft und trug wesentlich zur Modernisierung der Wasserversorgung der Stadt bei. Ein Denkmal am Mittelkanal in Hammerbrook erinnert an seine Verdienste um das Hammerbrook-Projekt (ursprünglich 1854 errichtet, seit 1985 am heutigen Standort).
Aufgrund seiner zahlreichen, kaum zu überblickenden Aktivitäten wurde ihm der Vorwurf gemacht, er sei einer der größten Spekulanten seiner Zeit gewesen. Dabei habe er stets „patriotische“ Gründe für sein Handeln vorgeschoben, während ihm in Wahrheit nur der eigene Vorteil wichtig gewesen sei. Diese Anschuldigungen trafen ihn schwer, doch unternahm „Stockmeyer“ nie den Versuch, sie zu entkräften.
Meyer war mit Agathe Margarethe Beusch verheiratet, die 1833 verstarb, und hatte elf Kinder. Unter diesen befand sich Heinrich Adolph, der neben seiner Tätigkeit als Unternehmer einem wissenschaftlichen Hobby als Meeresforscher nachging. Für seine Forschungen wurde ihm von der Universität Kiel der akademische Grad eines Dr. phil. h. c. verliehen. Heinrich Adolph Meyer unterhielt an der Ostsee ein gastliches Haus, in dem namhafte Wissenschaftler, Musiker und Schriftsteller verkehrten, darunter Theodor Fontane, der über dieses Haus „Forsteck“ sogar ein Gedicht verfasste.
Meyers zweitälteste Tochter Bertha gehörte einem Kreis von Frauen in Hamburg an, die eine „Hochschule für das weibliche Geschlecht“ ins Leben riefen. In zweiter Ehe heiratete sie Johannes Ronge, den Gründer des Deutschkatholizismus. Ihm folgte sie für viele Jahre ins Londoner Exil und gründete dort einen Kindergarten nach Fröbelschen Prinzipien.
Eine weitere Tochter, Amalie, heiratete den Kaufmann Heinrich Westendarp, der später die Firma ihres Bruders Heinrich Adolph Meyer übernahm.
Meyers jüngste Tochter, Agathe Margarethe, heiratete 1852 in London Carl Schurz, den späteren preußischen General im amerikanischen Sezessionskrieg. Noch im selben Jahr zog sie mit ihm in die Vereinigten Staaten von Nordamerika. In Watertown gründete sie den ersten amerikanischen Kindergarten.
Heinrich Christian Meyer starb 1848 im Alter von 51 Jahren in Hamburg.

## Andenken
Freunde des Verstorbenen stifteten Meyer bereits 1854 ein Denkmal, das zunächst vor dem damaligen Klostertor in der Nähe des Berliner Bahnhofes stand, später mehrfach versetzt wurde und seit 1985 am Südufer des Mittelkanals in Hammerbrook steht. Ebenfalls 1854 wurde die „Meyerstraße“ auf dem damaligen Grasbrook (heute: Stockmeyerstraße im Stadtteil Hafencity) nach ihm benannt. Seit 1890 erinnert zudem die „Meyerstraße“ im Stadtteil Heimfeld an ihn, wo Meyer umfangreichen Grundbesitz hatte.